# Jeunesse en sursis
 (mai 2023).
Pour plus de détails, voir Fiche technique et Distribution.
Jeunesse en sursis (Стоп-Земля, Stop-Zemlia) est un film ukrainien écrit et réalisé par Kateryna Gornostai, sorti en 2021.
Il met en vedette Maria Fedorchenko, Arsenii Markov, Yana Isaienko et Oleksandr Ivanov. Le long métrage dépeint une histoire de passage à la vie active. Tous les événements représentés sont de la fiction, mais l'équipe créative a tenté de les représenter comme des improvisations. Les personnages ont un ensemble d'activités lorsque le scénario est écrit, mais ils acquièrent des traits une fois que les acteurs ont été trouvés. Le film sort pour la première fois le 3 mai 2021 au Festival international du film de Berlin et reçoit le Crystal Bear du meilleur film de la compétition Generation 14plus. Le film reçoit des critiques positives de la part des critiques. Plus tard, le film apparaît au 12e Festival international du film d'Odessa (OIFF) le 19 août 2021, où le film remporte le prix principal du festival - le Grand Prix. Kateryna Gornostai devient également la gagnante de Duke dans la nomination du meilleur long métrage.
La réalisatrice du film, Kateryna Gornostai, ouvre la présentation en déclarant que le titre Stop-Zemlia est important pour le succès du film et que l'équipe travaille à trouver une bonne traduction en anglais pour exprimer le matériel joint. Kateryna passe environ un an à chercher de vraies personnes pour jouer l'héroïne et la classe d'étudiants, puis elle enseigne les techniques d'acteur à un groupe d'étudiants choisis.

## Synopsis
Masha, 16 ans, étudie dans un lycée ordinaire à Kiev. Ses amies proches Yana et Senia l'aident à ne pas se sentir étrangère et détachée au sein de l'équipe, vivant à leur manière des journées d'école chargées. En plus des futurs examens, Masha est obligée de quitter sa zone de confort en tombant amoureuse de son camarade de classe Sasha. Elle comprend que si elle n'ose pas demander, elle ne saura jamais si son amour pour un garçon est réciproque.

## Fiche technique
- Titre original : Stop-Zemlia
- Réalisation : Kateryna Gornostai
- Scénario : Kateryna Gornostai
- Musique : Maryanna Klochko
- Décors : Maxym Nimenko
- Costumes : Alyona Gres
- Photographie : Oleksandr Roshchyn
- Montage : Nikon Romanchenko, Kateryna Gornostai
- Producteur : Vitalii Sheremetiev, Vika Khomenko,

Natalia Libet, Olga Beskhmelnytsina
- Société de production : ESSE Production House
- Société de distribution : Wayna Pitch
- Pays :  Ukraine
- Langue originale : ukrainien
- Format : couleur
- Genre : teen, romance
- Durée : 122 minutes
- Dates de sortie :
  - France : 
    - 14 septembre 2022 (en salles)

## Distribution
- Maria Fedorchenko : Masha Chernykh
- Arsenii Markov : Senia Steshenko
- Yana Isaienko : Yana Bratiychuk
- Oleksandr Ivanov : Sasha Hansky
- Andrii Abalmazov : Andrii Klymyshyn
- Rubin Abukhatab : Rubin Zhuravlov

## Droits de distribution et sortie

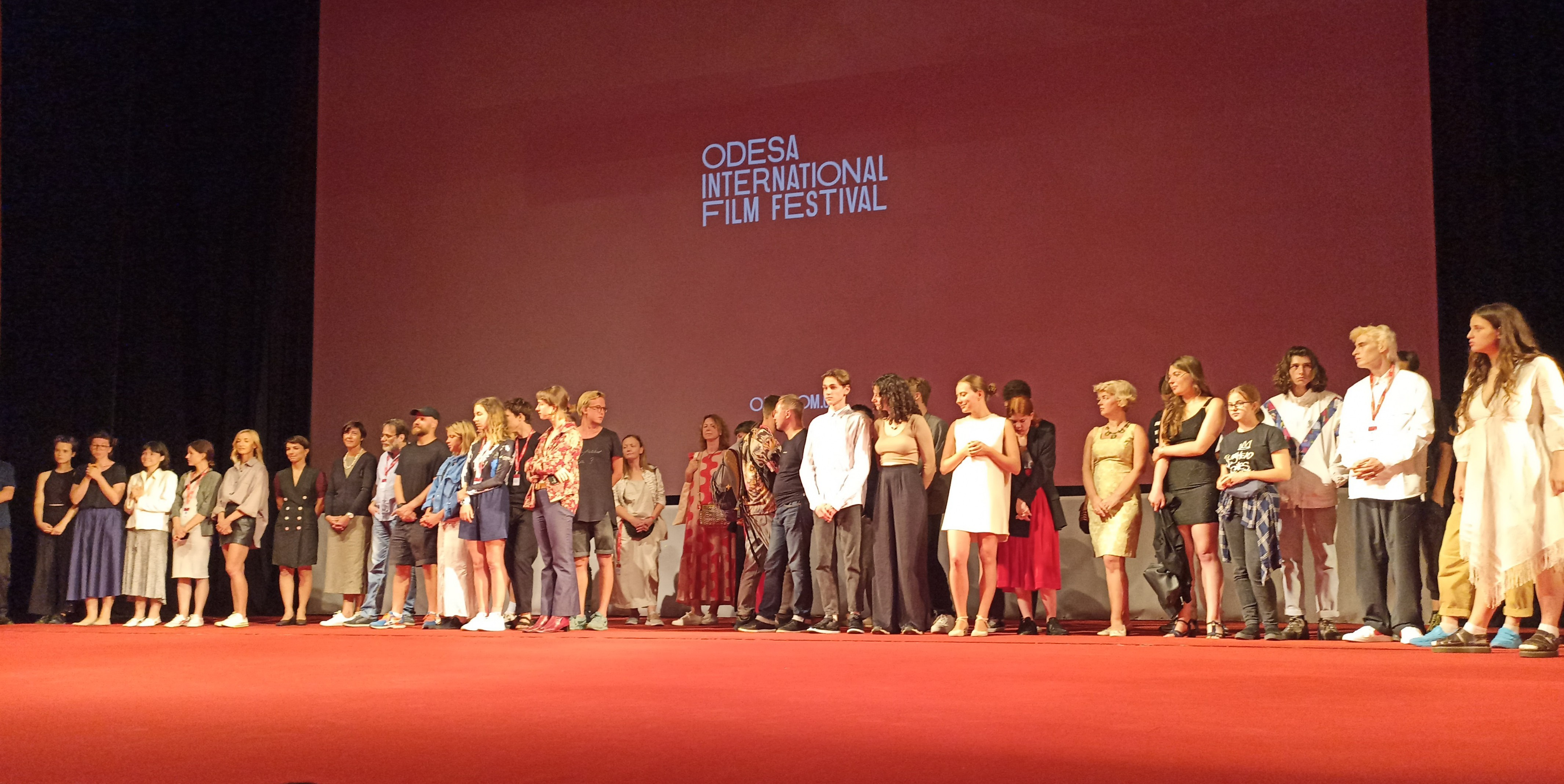
L'équipe de production de Stop-Zemlia (2021) sur scène avant la projection du, le 19 août 2021.

La société allemande Pluto Film acquiert les droits de distribution internationale de Stop-Zemlia en février 2021. Altered Innocence achète les droits de distribution américains du film en mars 2021. L'ukrainien Arthouse Traffic achète les droits de distribution ukrainiens du film avant ces derniers.
Le 1er mars 2021, le film sort via un accès numérique en ligne lors du 71e Festival international du film de Berlin (alias Berlinale) Concours Génération 14plus. Le film est physiquement présenté à la Berlinale le 9 juin 2021.
Le 4 novembre 2021, le film sortira dans des salles limitées en Ukraine.

## Box-office
Le budget du film était de 25,72 millions de hryvnia environ 829 000 €. 92 % du financement de la bande provient du parrainage de l'agence cinématographique d'État ukrainienne, le reste du budget étant couvert par des partenariats,. Il a rapporté et atteint un total mondial de 143 434 $.

## Réception
- « Le film couvre de manière convaincante une variété de sujets importants qui nous intéressent en tant que jeunes. L'amour platonique, l'homosexualité, la solidarité et le stress psychologique renforcent l'effet du film comme une authentique histoire de passage à la vie active. Grâce à des techniques de visualisation créatives, il devient clair, de manière artistique, comment notre génération rêve, ressent et vit la vie. Le message est qu'il fait partie de la vie d'affronter certaines peurs afin de pouvoir profiter des années les plus excitantes de la jeunesse - Déclaration du Jury des Jeunes, Berlinale[3].
- « Le réalisme émotionnel et subjectif prime dans ce film par ailleurs naturaliste et observationnel » - Katie Walsh, Los Angeles Times[13].
- « Les forces de Gornostai sont également évidentes dans ses recréations de l'égoïsme » - Elizabeth Weitzman, The Wrap[14].